# Kebon Jeruk (Andir)
Kebon Jeruk is een bestuurslaag in het regentschap Kota Bandung van de provincie West-Java, Indonesië. Kebon Jeruk telt 10.861 inwoners (volkstelling 2010).